# گلایسنبرگ
گلایسنبرگ (به آلمانی: Gleißenberg) یک شهر در آلمان است که در Cham واقع شده‌است.